# Símbolos religiosos em salas de aula

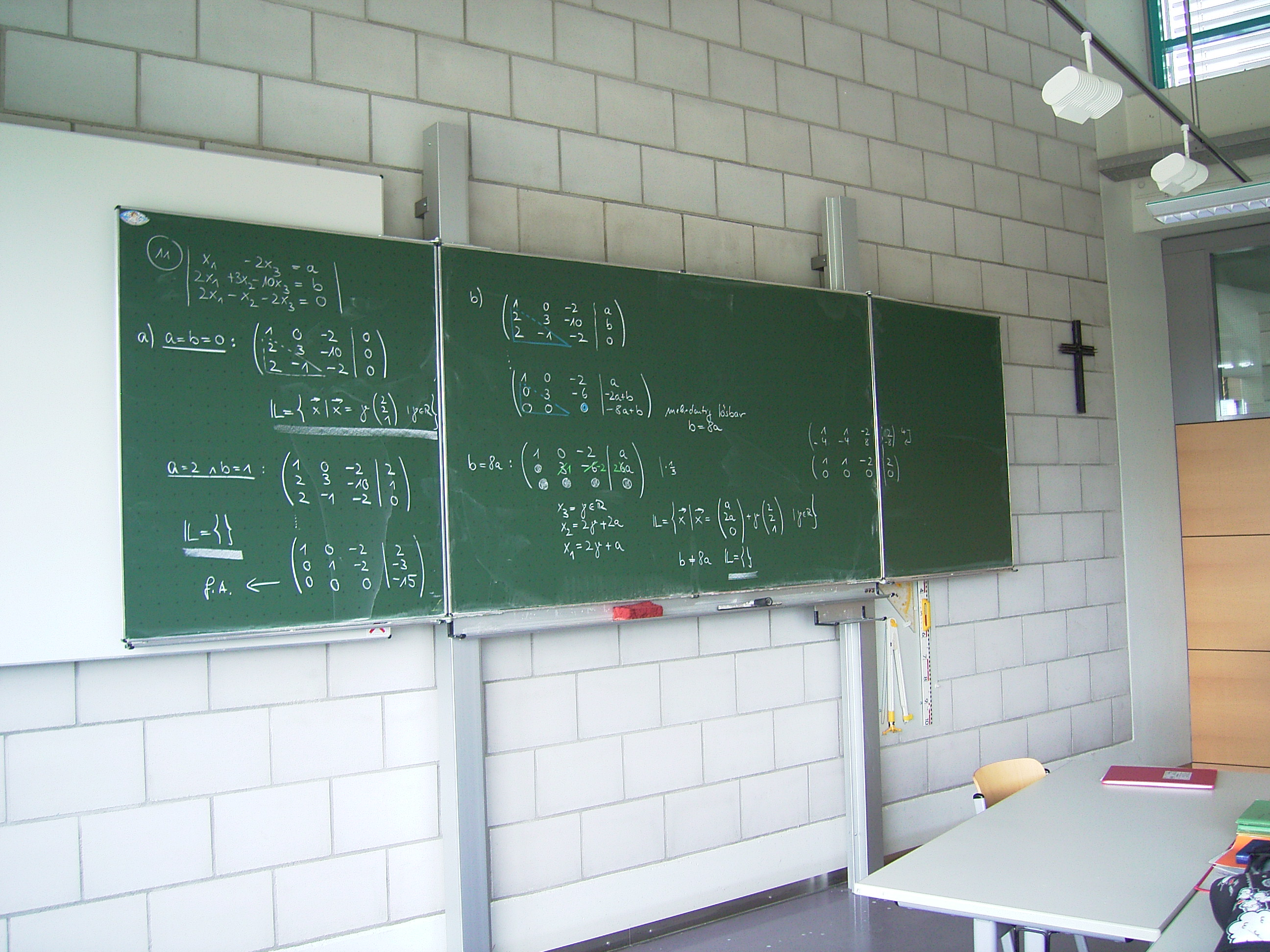
Exposição de um crucifixo em uma sala de aula alemã em Überlingen, Baden-Württemberg

A exposição de símbolos religiosos em salas de aula, especialmente de crucifixos, é uma antiga tradição de países de maioria cristã, sobretudo católicos.
Esse tipo de simbolismo levantou fortes protestos das associações seculares,  denominações religiosas, ateístas e agnósticas, muitas vezes justificados por ações judiciais, em graus diferentes em diversos países. No entanto, o costume de exibir o crucifixo nas salas de aula é permanecido essencialmente, com exceção da França, onde é expressamente proibida por lei, a presença de símbolos religiosos nas escolas públicas, desde o início do século XX. Sobre o tema, também houve manifestação do Tribunal Europeu dos Direitos Humanos, o qual tentou proibir sua exposição em 2011, porém com a polêmica gerada especialmente na Itália, voltou atrás em sua decisão, e considerou correta a exposição do símbolo nas salas de aula: afirmando que o crucifixo expressa sim um significado religioso, mas também uma identidade [...], o resultado e símbolo da evolução histórica da comunidade italiana e uma tradição antiga e ininterrupta ainda presente, que baseia-se nos princípios e valores democráticos da civilização ocidental e humanitário.

## Américas

### Estados Unidos
As salas de aula de escolas públicas do país, não possuem o crucifixo. Há apenas a bandeira estadunidense e, normalmente, também o texto do hino nacional.

## Europa

### Alemanha
Apenas na Baviera o crucifixo é normalmente exposto em salas de aula do ensino fundamental, uma vez que este é um estado alemão tradicionalmente católico. No entanto, se algum estudante argumentar que ele viola sua liberdade religiosa, as autoridades da escola podem abrir um processo de conciliação, o que pode levar à remoção.
Um acórdão do Tribunal Constitucional Federal da Alemanha, de 1995, declarou a inconstitucionalidade da presença de símbolos religiosos nas salas de aula. Contudo, o governo da Baviera contornou essa decisão elaborando uma lei estadual que garantiu a presença dos crucifixos. A maioria parlamentar da União Social-Cristã (CSU) aprovou o texto que dizia: "Considerando o cunho histórico e cultural da Baviera, toda sala de aula terá um crucifixo." A lei prevê que, se os pais de algum aluno contestarem a presença da cruz por "sérios e compreensíveis motivos de crença e ideologia", a direção da escola tem de tentar um acordo amigável. Caso isto não aconteça, uma instância mediadora tem de solucionar o conflito.

### Áustria
A presença do crucifixo é garantida por uma lei de 1949, confirmada pela Concordata de 1962, entre o Governo Austríaco e a Santa Sé, em todas as salas de aula em que mais da metade dos alunos declarem-se cristãos..

### Bélgica
Na Bélgica, o crucifixo, como qualquer outro símbolo religioso, é proibido em escolas públicas, estaduais e municipais, porém é permitido em escolas católicas.

### Espanha
O crucifixo é exposto nas salas de aula da Espanha desde 1930, e está presente até hoje, embora o Estado seja laico.
Em 2009, o governo liderado por Zapatero, criou um projeto de lei para remover todos os símbolos religiosos de escolas públicas. O debate já havia surgido antes, já que em 2005 houve solicitações de pais pela remoção do símbolo cristão.

### França
Na França, o artigo 28 da Lei de 9 de dezembro de 1905 proíbe expressamente a exibição de símbolos religiosos ou emblemas em monumentos ou espaços públicos, com exceção de lugares de culto, locais de sepultamento, museus e exposições. Um século mais tarde, o parlamento francês aprovou por esmagadora maioria a lei 228, de 15 de março de 2004, em que o artigo 1º estabelece a proibição, em escolas primárias e secundárias, de usar símbolos ou roupas que ostentem filiação religiosa

### Grécia
Na Grécia o crucifixo é normalmente exposta na sala de aula

### Itália
A exposição do crucifixo em salas de aula italianas é regulamentada por dois decretos reais (ou seja, normativos e não legislativos) de 1924 e 1928, apesar de não haver legislação geral que impõe a sua presença em locais públicos (no caso dos tribunais a obrigação é prevista por uma circular ministerial). Os regulamentos, no entanto, valem para as únicas escolas primárias e secundárias, deixando a questão indefinida para creches, faculdades e universidades. Apesar da clareza das diretivas, nem todas as escolas em questão se adaptam a elas. Nas últimas décadas, é também uma fonte de intenso debate sobre a natureza secular do Estado italiano.
As objeções presentadas à presença do crucifixo foram por alegações de violação do princípio da laicidade do Estado Italiano. Os tribunais civis, no entanto, dizem que não têm competência para decidir a questão, já que as orientações do Ministério não são leis civis. Também alega-se que a laicidade do Estado não seria ferida com a presença dos crucifixos, já que são parte cultural e histórica do povo italiano, e que não servem como uma imposição do cristianismo aos presentes.
Em 2009 houve grande polêmica no país após uma decisão do Tribunal Europeu de Direitos Humanos (TEDH), que contrariou uma decisão do Superior Tribunal Italiano de manter os crucifixos na escolas, após ação movida pela finlandesa Soile Lautsi. O  TEDH julgou como contrário à liberdade religiosa a presença dos crucifixos. O caso teve repercussão nacional com críticas de diversas autoridades, que encomendaram  crucifixos para serem colocados em todas as salas de aula, praças, e outros lugares públicos de diversas cidades italianas. Diante da polêmica, o TEDH voltou atrás em sua decisão, apoiando a presença dos ícones religiosos, dizendo tratar-se de não só um ícone religioso, mas também de um símbolo da civilização ocidental.

### Portugal
O crucifixo é exposto em muitas salas de aula de Portugal, embora o Estado permita a liberdade religiosa, apesar da Concordata que privilegia a Igreja Católica em várias dimensões da vida social. A exibição de crucifixos é uma decisão das escolas.

### Romênia
Na Romênia, a decisão 323/2006 do Conselho Nacional de Combate à Discriminação determinou que o Ministério da Educação deve "respeitar o caráter laico do Estado e da autonomia da religião", e que "os símbolos religiosos devem ser apresentados apenas durante as horas de aulas de religião ou em áreas dedicadas exclusivamente à educação religiosa". O caso surgiu a partir de um recurso de Emil Moise, que afirmou que a exibição pública de ícones da Igreja Ortodoxa constitui uma ruptura da separação entre Igreja e Estado na Romênia, e também que se tratava de uma discriminação contra os ateus, agnósticos e irreligiosos.

### San Marino
Diante da polêmica entre o Tribunal Europeu e a Itália, a Esquerda Unida de San Marino pediu pela remoção de crucifixos nas escolas, em razão do respeito ao secularismo., mas o Secretário de Educação, Romeo Morri, decidiu contra o pedido.. Em 2005 foi apresentada uma instância para a remoção dos crucifixos das salas de aula e escritórios públicos, em seguida, rejeitada.

### Suíça
Na Suíça, o município de Ticino decidiu colocar o crucifixo em todas as salas de aula, mas em 1990, o Tribunal Federal manifestou-se contra a exposição de crucifixos, pedindo a sua remoção, alegando que "o Estado tem o dever de garantir a neutralidade na filosófico-religiosa de suas escolas, e não pode se identificar com uma religião ou confissão. Ele deve garantir que os alunos e estudantes não se sintam ofendidos em suas convicções religiosas pela presença contínua do símbolo de uma religião à qual não pertencem".